# Wytwórnia Filmów Oświatowych
Wytwórnia Filmów Oświatowych Sp. z o.o. (w skrócie WFO) – polska wytwórnia filmowa, utworzona 1 stycznia 1950 w Łodzi, będąca niegdyś jednym z największych w kraju producentów krótkometrażowych filmów szkolnych i instruktażowych oraz jedynym producentem filmów popularnonaukowych, przeznaczonych dla masowego widza czasów Polski Ludowej.
Wytwórnia istnieje do dziś, a jej archiwalne materiały są systematycznie odnawiane i publikowane w Internecie. WFO, wraz ze stowarzyszeniem „Łódź Filmowa”, jest także właścicielem łódzkiego kina "Polonia".  

## Historia i dorobek
WFO powstała wraz z zarządzeniem ministra kultury i sztuki, wchodzącym w życie z początkiem 1950 roku, przejmując częściowo kompetencje Instytutu Filmowego w Łodzi, działającego od 13 listopada 1945 roku.  Od roku 1994 firma nosiła nazwę Wytwórnia Filmów Oświatowych i Programów Edukacyjnych, która z czasem została zarzucona na rzecz poprzedniej. 
Dorobek Wytwórni stanowi ok. 5 tysięcy filmów, głównie oświatowych i dokumentalnych. WFO jest laureatem ponad 1 200 nagród, zdobytych na krajowych i zagranicznych festiwalach filmowych. 
Pierwsze trofeum to Grand Prix w dziale filmów popularnonaukowych dla filmu Wieliczka w reżyserii Jarosława Brzozowskiego na I Festiwalu Filmowym w Cannes w roku 1946. Niektóre filmy uzyskały po kilkanaście nagród i wyróżnień na najbardziej liczących się festiwalach, np. Hokej i Olimpiada Bogdana Dziworskiego, Szczurołap Andrzeja Czarneckiego, Bykowi chwała Andrzeja Papuzińskiego, Nienormalni Jacka Bławuta, Usłyszcie mój krzyk Macieja Drygasa. Ten ostatni film zdobył w roku 1991 Europejską Nagrodę Filmową.

### Współtwórcy i współpracownicy
WFO odniosła największe sukcesy w dziedzinie filmu przyrodniczego (Włodzimierz Puchalski, Karol Marczak, Józef Arkusz, Bolesław Bączyński, Aleksandra Jaskólska, Stanisław Kokesz, Remigiusz Ronikier, Ryszard Wyrzykowski – „Pan Rysio”).
W wytwórni powstało też wiele filmów o sztuce. Realizowali je wybitni reżyserzy filmu oświatowego, między innymi: Jarosław Brzozowski, Zbigniew Bochenek, Krystyna Dobrowolska, Grzegorz Dubowski, Konstanty Gordon, Stanisław Grabowski, Bohdan Mościcki, Kazimierz Mucha, Andrzej Papuziński, Andrzej Różycki, Witold Żukowski, Barbara Pyzałka, Andrzej B. Czulda.
Z Wytwórnią realizowali swoje pierwsze filmy młodzi twórcy, którzy później odnieśli sukcesy w polskim filmie fabularnym, między innymi: 
- w latach 50.: Wojciech Jerzy Has, Stanisław Lenartowicz, Janusz Nasfeter;
- w latach 60.: Krzysztof Zanussi, Antoni Krauze, Grzegorz Królikiewicz;
- w latach 70.: Piotr Andrejew, Andrzej Barański, Marek Koterski, Juliusz Machulski, Piotr Szulkin, Leszek Wosiewicz;
- w latach 80.: Jan Jakub Kolski, Łukasz Wylężałek.

Wielu znanych w świecie operatorów filmowych współpracowało (lub nadal współpracuje) z Wytwórnią, takich jak np. Bogdan Dziworski, Wit Dąbal, Jolanta Dylewska, Paweł Edelman, Ryszard Lenczewski, Krzysztof Ptak, Zbigniew Rybczyński, Piotr Sobociński, Jerzy Zieliński. W Wytwórni pracował legendarny fotograf Powstania Warszawskiego – Eugeniusz Haneman.